# 女医·明妃传
《女医·明妃传》，是一部女性勵志架空古装剧，講述中国明代女國醫的傳奇故事。2014年3月25日開機，並于7月6日殺青。2016年2月13日在江蘇衛視和東方衛視首播。台灣OTT由LiTV 線上影視全劇上架。
本劇女主角譚允賢（杭允賢）是電視劇將明代女医談允賢與明代宗朱祁鈺之妻杭皇后合二為一後的人物。杭氏至少年長談允賢二十多歲，兩人實際上是生活在不同年代的兩個人。

## 播放時間及平台
| 頻道                  | 所在地   | 播映日期      | 播出時間                                                   | 備註                                                               |
| 江苏卫视              | 中国大陆 | 2016年2月13日 | 每晚19:30－21:15两集连播                                   | 如遇《新聞聯播》 延時順延播出                                      |
| 东方卫视              | 中国大陆 | 2016年2月13日 | 每晚19:30－21:15两集连播                                   | 如遇《新聞聯播》 延時順延播出                                      |
| 星和娛家戲劇台        | 新加坡   | 2016年3月26日 | 星期六19:15                                                |                                                                    |
| 八大戲劇台            | 臺灣     | 2016年3月28日 | 每週一至週五 22:00                                         |                                                                    |
| 中視數位台            | 臺灣     | 2016年6月15日 | 每週一至週五 20:00                                         | 7月12日起，改為21:00播出                                           |
| 高點綜合台            | 臺灣     | 2016年7月28日 | 周一至周五每晚20:00-22:00                                  |                                                                    |
| 中天綜合台            | 臺灣     | 2018年2月26日 | 周一至周五晚間20:00-22:00                                  | 兩集播出                                                           |
| LiTV 線上影視         | 臺灣     | 2016年7月11日 |                                                            | 全套（電視、電腦、手機、 平板、機上盒同步上架）                    |
| Astro全佳HD           | 马来西亚 | 2016年4月3日  | 星期日13:00-17:00(四集連播) 星期一至四10:00&20:00(重播)    |                                                                    |
| Workpoint Creative TV | 泰國     | 2016年4月9日  | 星期六16:00-17:00 星期天 / 星期日17:00-18:00               |                                                                    |
| 衛星劇場              | 日本     | 2016年4月11日 | 每週一 21:00                                               |                                                                    |
| 舊金山 KTSF26台       | 美国     | 2016年5月23日 | 每週一至週五20:00-22:00 5月30日起21:00-22:00               |                                                                    |
| 中華TV                |          | 2016年6月29日 | 每週一至週五22:00-00:00                                    |                                                                    |
| 城市电视              | 加拿大   | 2016年7月27日 | 西岸星期一至五2:00PM及8:30PM 东岸星期一至五5:00PM及11:30PM |                                                                    |
| 翡翠台                | 香港     | 2016年9月12日 | 星期一至五 19:00-19:30                                     | TVB粵語配音 30分鐘剪輯版本 2017年1月22日 19:30-20:30 1小時剪輯版本 |
| 翡翠台                | 香港     | 2018年7月18日 | 星期一至五 10:30-11:30                                     | 重播 TVB粵語配音 原版                                              |
| チャンネル銀河        | 日本     | 2017年4月3日  |                                                            |                                                                    |
| 湖南卫视              | 中国大陆 | 2020年2月3日  | 每天08:30-16:00                                            |                                                                    |

## 剧情概述
大明国体昌盛却礼教严苛，女子地位低下，不得从医，隐疾难治。谭家为医学世家，祖上几代均为御医，因被奸人所陷害而遭遇灭顶之灾，从此留下祖训，后世不得行医。但聪慧的杭允贤从小耳濡目染，偷偷随祖母学习中医知识，不仅悬壶济世、妙手仁心，得到普通百姓的赞扬和支持，更渐起救天下女子之心。由此，允贤不仅在学医道路上面临重重的困难和阻碍，更要面对封建礼教和世俗观念的冲击。但允贤凭借着对于医学事业的痴迷和热爱，克服重重困难，不仅在医学上广收博采、兼收并蓄、自成一派，更突破严苛的礼教束缚，开创并建立女医制度，从救人身体到救人灵魂，再由救人到救国，传播弘扬中醫文化，最终成为一代女国医，名扬天下。

## 演员表

### 大明皇室
| 演員                | 角色                              | 粵語配音            | 關係／暱稱 | 备注     |
| 刘诗诗 童年：张籽沐 | 譚允賢 （杭允賢）                 | 劉惠雲              | 身份：平民=鄉君→六品司藥女官→五品司藥女官→貴妃→皇贵妃→皇后→平民 明朝著名女医 自小在北疆長大 譚剛之女 譚复、茹氏之孫女 譚允良之妹 于東陽之義女 錢皇后之義妹 性格綿柔卻堅韌，醉心醫術，由茹氏手傳譚氏百年醫術並青出於藍。後經王道士傳授祝由術、諸多民間偏方及醫藥相剋之理及食藥同源之食療藥膳。太醫院士萬寧直接間接於醫術上提點教導，最後由太醫院判劉平安收而為女徒並同時成為宮中六品司藥女官，終集眾家精華而醫術大成並著「女醫雜言」一書 朱祁鈺之妃，最後發現原來朱祁镇才是她的真愛 |          |
| 霍建华 童年：楼芸昊 | 朱祁镇 （郑齐）                   | 黃啟昌              | 明英宗 身份：皇帝→瓦剌俘虜→太上皇→皇帝→平民 朱祁鈺之同父異母兄 孫太后之養子 深愛譚允賢 錢皇后、周貴妃、權麗妃之夫 朱見深之父 |          |
| 李呈媛 童年：胡顺儿 | 钱皇后                            | 曾秀清              | 皇后→太上皇后→皇后 朱祁鎮之正宮 朱見深之親母 譚允賢之義姐 |          |
| 吴磊                | 朱见深                            | 陳灝瑋 童年：葉曉欣 | 明憲宗 身份：太子→皇帝 朱祁镇、錢皇后之長子 |          |
| 黄轩 童年：武泽锦熙 | 朱祁钰                            | 曹啟謙              | 明代宗 身份：郕王→皇帝→郕王（死後降位） 朱祁鎮同父異母之弟 第十集藉著誤解讓杭允賢，以為是自己請王振解救自己於順天府，讓允賢動心。 深愛譚允賢 譚允賢之夫 吳太妃之親子 |          |
| 金晨                | 汪美麟                            | 何璐怡              | 身份：安和郡主→郕王妃→皇后→廢后 汪瑛之女 孫太后之外甥女 |          |
| 顧艷                | 靜慈師太 （明宣宗第一任皇后胡氏） | 黃玉娟              | 皇后→永慶庵住持 朱祁镇出生時為嫡母胡皇后 孫太后授意程十三陷害，無子被廢，被逼出家 |          |
| 何晴                | 孙太后 （明宣宗第二任皇后孙氏）   | 陸惠玲              | 皇太后→上聖皇太后 朱祁鎮之養母、名義上的嫡母 汪美麟之姨母 汪瑛之大姨 長期臨朝主政，不輕易讓權當朝皇帝朱祁镇，不惜改立朱祁钰代之 |          |
| 何音                | 吳太后 （吳太妃、賢太妃）         | 沈小蘭              | 賢妃→吴太妃→吴皇太后 朱祁鈺之生母 針對譚允賢 最后想謀害允賢被關 |          |
| 盛朗熙              | 周贵妃                            | 柚子蜜              | 朱祁鎮之妃 |          |
| 項瑾                | 權麗妃                            | 張頌欣              | 朝鮮人 朱祁鎮之妃 | 虚构人物 |

### 譚（杭）家
| 演員                | 角色              | 粵語配音 | 關係／暱稱                                                                | 备注     |
| 崔可法              | 譚復              | -        | 譚允賢、譚允良之爺爺 譚綱之父 茹氏之夫 與茹氏精研醫術                     |          |
| 王丽媛              | 茹氏              | 林丹鳳   | 譚允賢、譚允良之祖母 譚綱之母 譚复之妻 隨譚复精研醫術 教導譚允賢醫術      |          |
| 王新民              | 譚綱              | 陳永信   | 四品→三品將軍→刑部侍郎 譚允賢、譚允良之父 譚复、茹氏之子 曾反對譚允賢學醫 |          |
| 张逸杰              | 譚允良            | -        | 譚允賢之兄 譚剛之子 譚复、茹氏之孫 因為程十三陷害，保護譚允賢而死         | 虚构人物 |
| 刘诗诗 童年：张籽沐 | 譚允賢 （杭允賢） | 劉惠雲   | 參考皇室                                                                  |          |
|                     | 紫苏              | 陳皓宜   | 譚允賢侍女，保護譚允賢而死                                                |          |

### 瓦剌人
| 演員   | 角色       | 粵語配音 | 關係／暱稱                                         | 备注 |
| -      | 阿噶多可汗 | 譚炳文   | 也先、帖木兒、脫不花的姐夫                         |      |
| 袁文康 | 也先       | 關令翹   | 太師→可汗 脫不花之兄 喜歡譚允賢 后與朱祁鎮化敵為友 |      |
| 李超   | 伯颜帖木儿 | 劉昭文   | 也先之弟 脫不花之兄 朱祁镇好友                     |      |
| 冯丽丽 | 脱不花     | 凌晞     | 郡主 也先、帖木兒之妹 喜歡朱祁鎮                   |      |
| 左金珠 | 蒙多       | 巫哲棋   | 將軍                                               |      |

### 其他
| 演員   | 角色           | 粵語配音 | 關係／暱稱 | 备注                 |
| 刘立伟 | 刘平安（老劉） | 潘文柏   | 院判→平民→院使→太醫院院判 譚允賢、程村霞之师父                                                                |                      |
| 张雷   | 程十三         | 陳廷軒   | 前院判 瓦剌之參謀 於第35集事跡敗露被朱祁鎮處死                                                                |                      |
| 張皓然 | 程村霞         | 梁偉德   | 醫士→院判→院使→平民 程十三之姪 劉平安之徒 允賢最大的阻礙，從各個方面為難。 譚允賢之師兄 於第50集為走方郎中    |                      |
| 朱虹   | 陳碧娘         | 鄭麗麗   | 南戲班當家花旦 譚允賢之好姊妹 性格正直敢言                                                                    |                      |
| 王春元 | 王道士         | 葉振聲   | 南戲班管事 譚允賢之師父、教允賢葯膳、祝由術。 早年為走方郎中，擅祝由術                                        |                      |
| 張柏俊 | 汪瑛           | 張炳強   | 國公→國丈→大學士 汪美麟之父、擅謀權勢、與孫太后謀害杭氏一家人。 孫太后之妹婿 朱祁鈺之岳父                     |                      |
| 吕梁   | 东阳           | 馮志輝   | 杭允賢義父 , 兵部待郎                                                                                         | 該角色的歷史原型為謙 |
| 陆梅芳 | 夫人           | 曾佩儀   | 杭允賢義母 , 于東陽夫人                                                                                         |                      |
| 邓立民 | 王振           | 朱子聰   | 明英宗亲信、譚允賢因徐夫人命案受朱祈鎮下令助其脫罪。 前東廠主管 於第29集在土木堡之變被樊忠殺死                |                      |
| 卢森堡 | 曹吉祥         | 葉振聲   | 朱祁鈺亲信 東廠主管 曾為王振屬下 后改過自新                                                                   |                      |
| 陽光   | 趙國公         | 譚炳文   | 推薦譚允賢醫治孫太后                                                                                          |                      |
| 徐鵬凱 | 石亨           | 麥皓豐   | 將軍 |                      |
| 曲哲明 | 小顺子         | 李震權   | 朱祁鎮近身太監                                                                                                |                      |
| 李玮珽 | 小马子         | 李安邦   | 朱祁鈺近身太監                                                                                                |                      |
| 胡冰卿 | 如香           | 何寶珊   | 錢皇后侍女 |                      |
| 陸媛媛 | 丁香           | 廖杏茵   | 允賢侍女 |                      |
| 馬湘宜 | 蘭草           | 成瑤孆   | 汪美麟侍女 |                      |
| 易凝   | 碧草           |          | 汪美麟侍女 |                      |
| 徐曉璐 | 華香           | 李潤知   | 孫太后侍女 |                      |
| 方子春 | 羅大娘         | 袁淑珍   | 前藥婆，曾在獄中暗助杭允賢，後被活活打死                                                                      |                      |
| 彭豆豆 | 綠香           | 羅孔柔   | 本為權麗妃侍女，在其出宮後成為杭允賢的侍女                                                                    |                      |
| 公方敏 | 范弘           | 盧國權   | 孫太后親信 向明英宗指出她的政治陰謀 (指使淮陽知府杜如晦及衛輝知府苗江暗中毀堤，以令黃河發生水患 後便咬舌自盡) |                      |

## 电视原声带

### 中国大陆、台灣
| 曲序 | 曲目                     |                | 作曲   | 演唱者 |
| ---- | ------------------------ | -------------- | ------ | ------ |
| 1.   | 《大雨将至》（片头曲）   | 唐汉霄、田辰明 | 唐汉霄 | 徐佳莹 |
| 2.   | 《直到那一天》（片尾曲） | 龚淑均         | 衣睿   | 刘惜君 |
| 3.   | 《遗忘之前》（插曲）     | 龚淑均         | 衣睿   | 徐佳莹 |
| 4.   | 《伤寒》（插曲）         | 蒋卓嘉         | 邓佳谊 | 蒋卓嘉 |

### 香港
| 曲序 | 曲目                        |        | 作曲   | 演唱者 |
| ---- | --------------------------- | ------ | ------ | ------ |
| 1.   | 《夢裡花》（片頭曲/片尾曲） | 李峻一 | 張家誠 | 何雁詩 |

註：翡翠台重播足本版時播回原裝片頭曲及片尾曲。

## 收視率
| 中国 东方卫视／江苏卫视 首播收视率 （CSM52） |               |          |          |          |          |          |          |                                                   |
| 集數                                         | 播出日期      | 东方卫视 | 东方卫视 | 东方卫视 | 江苏卫视 | 江苏卫视 | 江苏卫视 | 備註                                              |
| 集數                                         | 播出日期      | 收視率   | 收視份額 | 排名     | 收視率   | 收視份額 | 排名     | 備註                                              |
| 1-2                                          | 2016年2月13日 | 0.893    | 2.359    | 3        | 0.782    | 2.068    | 5        |                                                   |
| 3                                            | 2016年2月14日 | 0.918    | 2.435    | 4        | 0.646    | 1.714    | 10       |                                                   |
| 4-5                                          | 2016年2月15日 | 1.03     | 2.666    | 3        | 0.844    | 2.19     | 5        | 数据缺拉萨                                        |
| 6-7                                          | 2016年2月16日 | 0.977    | 2.557    | 4        | 0.901    | 2.364    | 5        |                                                   |
| 8-9                                          | 2016年2月17日 | 0.992    | 2.552    | 3        | 0.912    | 2.353    | 5        | 东方《东方看女医》收视0.79，份额2.073             |
| 10-11                                        | 2016年2月18日 | 0.988    | 2.575    | 4        | 0.956    | 2.501    | 5        | 东方《东方看女医》收视0.734，份额1.972            |
| 12-13                                        | 2016年2月19日 | 0.98     | 2.495    | 2        | 0.895    | 2.285    | 4        |                                                   |
| 14-15                                        | 2016年2月20日 | 1.127    | 2.963    | 2        | 0.881    | 2.316    | 4        |                                                   |
| 16-17                                        | 2016年2月21日 | 1.122    | 2.857    | 2        | 1.038    | 2.648    | 4        |                                                   |
| 18-19                                        | 2016年2月22日 | 1.09     | 2.745    | 1        | 1.029    | 2.596    | 4        | 东方《东方看女医》收视0.666，份额1.659            |
| 20-21                                        | 2016年2月23日 | 1.309    | 3.416    | 1        | 1.152    | 3.014    | 3        | 东方《东方看女医》收视0.864，份额2.387            |
| 22-23                                        | 2016年2月24日 | 1.279    | 3.401    | 1        | 1.228    | 3.276    | 3        | 东方《东方看女医》收视0.879，份额2.429            |
| 24-25                                        | 2016年2月25日 | 1.158    | 3.079    | 2        | 1.204    | 3.206    | 1        | 东方《东方看女医》收视0.77，份额2.141             |
| 26-27                                        | 2016年2月26日 | 1.244    | 3.277    | 2        | 1.205    | 3.166    | 1        |                                                   |
| 28-29                                        | 2016年2月27日 | 1.192    | 3.169    | 1        | 1.174    | 3.049    | 3        |                                                   |
| 30-31                                        | 2016年2月28日 | 1.36     | 3.539    | 1        | 1.32     | 3.441    | 2        |                                                   |
| 32-33                                        | 2016年2月29日 | 1.45     | 3.902    | 1        | 1.333    | 3.593    | 2        | 东方《东方看女医》收视0.872，份额2.45             |
| 34-35                                        | 2016年3月1日  | 1.54     | 4.188    | 1        | 1.26     | 3.434    | 2        | 东方《东方看女医》收视0.861，份额2.445            |
| 36-37                                        | 2016年3月2日  | 1.59     | 4.237    | 1        | 1.395    | 3.725    | 2        |                                                   |
| 38-39                                        | 2016年3月3日  | 1.53     | 4.134    | 1        | 1.256    | 3.4      | 2        |                                                   |
| 40-41                                        | 2016年3月4日  | 1.466    | 3.791    | 2        | 1.478    | 3.832    | 1        | 江蘇全國網日平均收視破1                           |
| 42-43                                        | 2016年3月5日  | 1.521    | 3.926    | 1        | 1.471    | 3.796    | 2        |                                                   |
| 44                                           | 2016年3月6日  | 1.481    | 3.935    | 1        | 1.306    | 3.465    | 2        | 东方《东方看女医》收视1.56，份额4.037             |
| 45-46                                        | 2016年3月7日  | 1.725    | 4.518    | 1        | 1.406    | 3.689    | 2        | 东方《东方看女医》收视0.885，份额2.479            |
| 47-48                                        | 2016年3月8日  | 1.792    | 4.729    | 1        | 1.527    | 4.056    | 2        | 东方《东方看女医》收视0.957，份额2.716            |
| 49-50                                        | 2016年3月9日  | 2.007    | 5.118    | 1        | 1.706    | 4.375    | 2        | 东方CSM35、CSM50收视破2 兩台全國網日平均收視均破1 |
| 平均收視                                     | 平均收視      | 1.296    | 3.39     | 不適用   | 1.175    | 3.08     | 不適用   |                                                   |

1. 数据由广视索福瑞提供，调查范围为四岁以上之观众。
2. 以上收视排名包括央视在内。
3. 资料来源：电视参考 、卫视小露电 、数据狮
4. 《女医·明妃传》衍生节目除注明外收视均为CSM52城收视

### 中視首播
| 臺灣 中視數位台 首播收视率 （AC尼爾森） |      |                             |        |      |      |
| 集數                                    | 週數 | 播出日期                    | 收视率 | 排名 | 備註 |
| 1-6                                     | 1    | 2016年6月15日-2016年6月17日 | -      | -    |      |
| 7-16                                    | 2    | 2016年6月20日-2016年6月24日 | 0.73   | 5    |      |
| 17-26                                   | 3    | 2016年6月27日-2016年7月1日  | 0.87   | 5    |      |
| 27-36                                   | 4    | 2016年7月4日-2016年7月8日   | 1.12   | 5    |      |
| 37-42                                   | 5    | 2016年7月11日-2016年7月15日 | 1.07   | 5    |      |
| 43-47                                   | 6    | 2016年7月18日-2016年7月22日 | 1.07   | 5    |      |
| 48-50                                   | 7    | 2016年7月25日-2016年7月27日 | 1.32   | 5    |      |

- 同時段節目：
  - 三立：
    - 三立台灣台：《甘味人生》
    - 三立都會台：《我的極品男友》

  - 台視：《加油！美玲》
  - 民視：《春花望露》
  - 華視：《火車情人》
  - 大愛：《家有滿子》／《人生逆轉勝》／《我和我母親》
  - 八大綜合台：《終極一班3》（重播）／《終極一班4》
- 由AC尼爾森調查，調查範圍是四歲以上收看電視之觀眾。
- 資料來源：台灣-偶像劇場 （页面存档备份，存于）、凱絡媒體週報 （页面存档备份，存于）

### 翡翠台收視
| 週次 | 集數   | 日期                     | 平均收視 | 備註 |
| 7    | 31－35 | 2016年10月24日－10月30日 | 14.3     |      |

## 註腳
1. ↑  杭氏在1448年生下儿子朱見濟。談允賢出生于1461年。

## 原著
| 出版日期 | 書名           | 作者 | 出版社           | ISBN               |
| -------- | -------------- | ---- | ---------------- | ------------------ |
| 2016年   | 《女醫明妃傳》 | 張巍 | 北京时代华文书局 | ISBN 9787807699514 |

原著小说电子图书的独家发行权归掌阅科技所有。

## 獎項
| 年份   | 頒獎典禮                               | 獎項                     | 得獎者         | 結果   |
| 2016年 | 上海電視劇制播年會暨中國電視劇品質盛典 | 年度最具影響力演員       | 劉詩詩         | 獲獎   |
| 2016年 | 上海電視劇制播年會暨中國電視劇品質盛典 | 年度最具市場號召力演員   | 霍建華         | 獲獎   |
| 2016年 | 上海電視劇制播年會暨中國電視劇品質盛典 | 年度最受歡迎男演員       | 霍建華         | 獲獎   |
| 2017年 | 第22届华鼎奖                           | 中国百强电视剧满意度调查 | 《女醫明妃傳》 | 第九名 |

## 作品的變遷
| 中国 江苏卫视 幸福劇場 每日 19:30-21:15 · 2月14日及3月6日 19:30-20:15                                      | 中国 江苏卫视 幸福劇場 每日 19:30-21:15 · 2月14日及3月6日 19:30-20:15         | 中国 江苏卫视 幸福劇場 每日 19:30-21:15 · 2月14日及3月6日 19:30-20:15                                                 |
| --- | ----------------------------------------------------------------------------- | --- |
| | 女医·明妃傳 （2016年2月13日－2016年3月9日）                                   | |
| 特种兵之霹雳火 （2016年1月15日－2016年2月6日）                                                             | 爱的阶梯 （2016年3月10日－2016年4月15日）                                     | |
| 中国 东方卫视 夢想劇場 每日 19:30-21:15 · 2月14日及3月6日 19:30-20:15                                      |                                                                               | |
| 少帅 （2016年1月11日－2016年2月3日）                                                                       | 女医·明妃傳 （2016年2月13日－2016年3月9日）                                   | 最美是你 （2016年3月10日－2016年3月31日）                                                                             |
| 臺灣 八大戲劇台 每週一至週五 22:00 - 23:00                                                                 |                                                                               | |
| 武媚娘傳奇 （2015年11月12日－2016年3月24日）                                                               | 女醫明妃傳搶先看 （2016年3月25日） 女醫明妃傳 （2016年3月28日－2016年6月3日） | 寂寞空庭春欲晚 （2016年6月6日－2016年7月28日）                                                                        |
| 臺灣 八大第一台 每週一至週五 21:00 - 22:00                                                                 |                                                                               | |
| 辣媽正傳 （2016年3月10日－2016年3月28日）                                                                  | 女醫明妃傳 （2016年3月29日－2016年6月6日）                                    | 大好時光（20:00 - 22:00） （2016年6月7日－2016年6月23日）                                                             |
| 臺灣 中視數位台 每週一至週五 20:00 - 22:00 · 7月12日起 21:00 - 22:00                                       |                                                                               | |
| 原來1家人 （2016年4月20日－2016年6月14日）                                                                 | 女醫明妃傳 （2016年6月15日－2016年7月27日）                                   | 美好年代（20:00－21:00） （2016年7月12日－10月11日）多情皇妃·董小宛（21:00－22:00） （2016年7月28日－2016年10月17日） |
| 臺灣 中天綜合台 每週一至週五 20:00 - 22:00 · 如2月19日遇【禮讚媽祖慶元宵2019北港朝天宮元宵晚會】，暫停一次 |                                                                               | |
| 烈火如歌 （2019年1月4日－2019年2月15日）                                                                   | 女醫明妃傳 （2019年2月18日－2019年3月26日）                                   | 醉玲瓏 （2019年3月27日－2019年5月10日）                                                                               |
| 美国 KTSF 26台 每星期一至五 19:00 - 20:00                                                                  |                                                                               | |
| 羋月傳 （2016年3月2日－2016年6月22日）                                                                     | 女醫·明妃傳 （2016年5月23日－不詳）                                           | 綜合節目 |
| 新加坡 星和娛家戲劇台 星期六 19:15-21:00（兩集播出）                                                       |                                                                               | |
| 新京華煙雲 （2015年10月17日－2016年3月19日）                                                               | 女醫·明妃傳 （2016年3月26日－2016年9月10日）                                  | 武神赵子龙 （2016年9月17日－2017年4月8日）                                                                            |
| 新加坡 新传媒8频道 星期六 22:30 - 00:30（兩集连播）                                                        |                                                                               | |
| 锦绣未央 （2017年6月3日－2017年12月2日）                                                                   | 女醫·明妃傳 （2017年12月9日－2018年6月2日）                                   | 我的前半生 （2018年6月9日－2018年10月27日）                                                                           |
| 马来西亚 Astro全佳HD 星期日 13:00 - 17:00（四集连播） · 星期一至四 10:00 - 11:00 & 20:00 - 21:00（重播）   |                                                                               | |
| 大宋傳奇之趙匡胤 （2016年1月24日－2016年3月27日）                                                          | 女醫·明妃傳 （2016年4月3日－2016年6月26日）                                   | 聊齋新編 （2016年6月29日－2016年8月30日）                                                                             |
| 中華TV 週一至週五 22:00~00:00(兩集)                                                                        |                                                                               | |
| 武媚娘传奇 （2016年3月14日－2016年6月28日）                                                                | 女醫譚允賢 （2016年6月29日－2016年9月30日）                                   | 武神趙子龍 （2016年10月3日－2016年12月16日）                                                                          |

| 香港 無綫電視翡翠台 星期一至五 19:00 - 19:30 · 2016年11月9日、12月9日及2017年1月18日 暫停播映 | 香港 無綫電視翡翠台 星期一至五 19:00 - 19:30 · 2016年11月9日、12月9日及2017年1月18日 暫停播映 | 香港 無綫電視翡翠台 星期一至五 19:00 - 19:30 · 2016年11月9日、12月9日及2017年1月18日 暫停播映                                              |
| --- | --------------------------------------------------------------------------------------------- | --- |
| | 女醫·明妃傳 （TVB版本第1-92集） （2016年9月12日－2017年1月20日）                              | |
| 星期一：一綫娛樂 （2015年10月5日－2016年9月5日）星期二：街坊導賞團 （2016年5月17日－2016年9月6日）星期三：新聞透視 （2015年9月16日－2016年9月7日）星期四：望子成才 － 美國篇 （第1-3集） （2016年8月25日－2016年9月8日）星期五：星期五檔案 （2015年9月18日－2016年9月9日） | 錦繡未央 （2017年1月23日－2017年6月9日）                                                      | |
| 星期日 19:30 - 20:30 |                                                                                               | |
| 街市遊樂團（第二輯） （第1集） （2017年1月15日）（19:30-20:00）學是學非（第四輯） （2016年1月3日－2017年1月15日）（20:00-20:30） | 女醫·明妃傳（大結局） （TVB版本第93-94集） （2017年1月22日）                                  | 街市遊樂團（第二輯） （第2-12集） （2017年1月29日 - 2017年4月9日）（19:30-19:55/20:00）譽滿香江煙花大匯演 （2017年1月29日）（19:55-22:35） |
| 香港 無綫電視翡翠台 星期一至五 10:30 - 11:30（若當日為公眾假期暫停播映） · 7月20日、27日、8月3日、10日暫停播映 |                                                                                               | |
| 秀麗江山之長歌行 （2018年5月2日－7月17日） | 女醫·明妃傳（原版） （2018年7月18日－10月3日）                                                | 武則天 （2018年10月4日－2019年1月25日） |

|below=2017年5月1日起黄金剧场更名为东方剧场，2018年8月7日起周播剧场更名为精品剧场
}}